# Ropotovo (Dolneni)
Ropotovo (macedónul: Ропотово) település Észak-Macedóniában, a Pelagonijai körzet Dolneni járásában.

## Népesség
| Lakosok száma | 714  | 850  | 824  | 822  | 780  | 617  | 597  | 546  | 516  |
|               | 1948 | 1953 | 1961 | 1971 | 1981 | 1991 | 1994 | 2002 | 2021 |

2002-ben 546 lakosa volt, akik közül 545 macedón és 1 szerb.